# Структурированная вода
Структури́рованная вода́ — термин, чаще всего встречающийся в текстах по нетрадиционной медицине и эзотерике, используемый для обозначения некой «воды с изменённой относительно равновесия к окружающей среде структурой». Зачастую структурированная вода предлагается в качестве «сверхлекарства», способного якобы лечить заболевания, признаваемые неизлечимыми медициной.
Научно доказано лишь существование эффекта упорядочения молекул воды при адсорбции молекул воды на поверхностях, имеющих специфическое чередование положительно и отрицательно заряженных групп атомов, а также при растворении некоторых полимеров, в частности белковых макромолекул, что используется для описания некоторых свойств клеточной жидкости. Это упорядочение не является ни полным по всему объёму жидкости, ни стабильным во времени. Упорядоченная структура быстро разрушается самостоятельно вследствие теплового движения молекул воды и полностью разрушается при внесении возмущения в структурированную среду (например, при перемешивании). Полное упорядочение воды в стабильную структуру (возникновение дальнего порядка) происходит при её замерзании, но эта структура почти полностью разрушается при размораживании.
Также есть данные о том, что при оттаивании замёрзшей воды в жидкой фазе сохраняются небольшие группы молекул с «ближним порядком», напоминающим порядок молекул льда. Это подтверждается рентгеноструктурным анализом. Однако при взбалтывании или нагревании до 30 °C (например, если её выпить) вода становится полностью аморфной.

## Память воды
С идеей структурированной воды тесно связано предположение гомеопатов о «памяти воды». Основоположник гомеопатии Ганеман считал, будто сильное разведение препаратов превращает вещества, усиливающие симптомы болезни, в лекарства. В XVII веке учёные выяснили примерное количество молекул в одном моле вещества — число Авогадро. Оказалось, что обычные гомеопатические препараты разбавлены настолько сильно, что не содержат ни одной молекулы «действующего» вещества. Тогда гомеопаты придумали «память воды», и с тех пор это базовая идея для теоретических основ гомеопатии. Согласно этой идее, вода якобы на молекулярном уровне обладает «памятью» о веществе, некогда в ней растворённом, и сохраняет свойства раствора первоначальной концентрации после того, как в нём не остаётся ни одной молекулы ингредиента. Результаты некоторых опытов якобы действительно указывали на возможность «памяти воды», однако повторно проводившиеся эксперименты не подтверждали реальность феномена. Научное сообщество не принимает концепцию памяти воды. В частности, эксперименты, проведённые в ИТЭБ РАН, показали, что «вода не помнит о прошлом наличии в ней этих [ранее содержавшихся] веществ, также она не помнит и о прошлых внешних физических воздействиях на неё». Премия в один миллион долларов, объявленная за проверяемый опыт, демонстрирующий память воды, никем не получена. В бюллетене «В защиту науки», издаваемом Комиссией по борьбе с лженаукой и фальсификацией научных исследований при Президиуме РАН, концепция существования памяти воды охарактеризована как лженаука.

## Опыты Жака Бенвениста
Научные споры вокруг понятия «память воды» разразились в начале 80-х годов XX века после скандальной публикации в журнале Nature статьи известного французского иммунолога Жака Бенвениста (Jacques Benveniste, 1935—2004), в то время возглавлявшего так называемый «200-й отдел» в парижском институте INSERM (Institut National de la Santé et de la Recherche Médicale). Статье предшествовала многолетняя дискуссия между последователями и практиками гомеопатии с одной стороны и с другой — представителями академической науки. Гомеопаты утверждали, что вода сохраняет новоприобретённые свойства даже после того, как вещество или препарат разбавлены в ней до практически «нулевой» концентрации; другими словами — обладает своего рода «памятью». Оппоненты считали, что подобное утверждение нарушает все существующие научные представления о законах химии.
В 1983 году Жак Бенвенист, впоследствии ставший дважды лауреатом Шнобелевской премии, получил от гомеопата Бернара Пуатвена приглашение принять участие в изучении биохимических растворов малых концентраций. Бенвенист, знакомый с гомеопатическими теориями и относившийся к ним скептически, в свою очередь, предложил группе коллег провести серию научных экспериментов по изучению воздействия на человеческий организм антител с последовательным сокращением их концентрации в заданном объёме воды. Согласно всем известным законам химии, реакция организма на препарат должна была бы снижаться с уменьшением концентрации и по достижении последней нулевой отметки прекратиться вообще. Бенвенист и его команда, однако, зарегистрировали совершенно иную картину: по мере того, как концентрация антител в растворе падала, сила воздействия препарата то снижалась, то возрастала вновь, а главное, в конечном итоге не сошла к нулю, как ожидали исследователи.
Статью об исследовании учёный отослал для публикации в журнал Nature. Редакция журнала высказала опасение, что публикация этого материала даст гомеопатам-практикам возможность заявлять о научных доказательствах основ гомеопатии, даже если впоследствии утверждения автора будут опровергнуты. В пользу ошибочности исследования говорило также то, что оно требует слишком больших изменений в уже известных физических и химических законах.
Редактор журнала Nature Джон Мэддокс заметил: «Наш ум не столько закрыт, сколько не готов изменить представление о том, как устроена современная наука». Однако у редакции журнала не было причин отклонять статью, поскольку на то время в ней не было обнаружено методологических ошибок.
В конце концов был найден компромисс. Статью опубликовали в № 333 Nature. Ей предшествовала заметка Мэддокса, в которой тот предостерегал читателей от вынесения преждевременных суждений и приводил несколько примеров нарушения известных законов физики и химии, которые неизбежны, если утверждения Бенвениста верны. Мэддокс также предложил воспроизвести эксперимент под контролем группы, включавшей в себя самого Мэддокса, Джеймса Рэнди (основателя Фонда Джеймса Рэнди) и Уолтера Стюарта (физика и внештатного сотрудника Национального института здоровья США).
Группа приехала в лабораторию Бенвениста и повторила эксперимент. В первой серии опыты проводились в точности, как было описано в статье Бенвениста. Полученные данные очень близко совпали с опубликованными в статье. Однако Мэддокс заметил, что в процессе исследования экспериментаторы были осведомлены, в каких колбах находится антиген, а в каких нет. Во второй серии опытов Мэддокс потребовал соблюсти условия «двойного слепого» метода исследования. В помещении велось видеонаблюдение, надписи на пробирках были зашифрованы. Хотя все (включая группу Мэддокса) были уверены, что результат повторится, эффект немедленно исчез.
Отчёт был опубликован в ближайшем выпуске Nature. В заключительной части говорилось: «Нет никаких оснований для предположения, что antiIgE в высоком разведении сохраняют свою биологическую активность. Гипотеза о том, что вода обладает памятью о прошлых растворах, является столь же ненужной, как и надуманной». Изначально Мэддокс предполагал, что кто-то в лаборатории подшутил над Бенвенистом, однако позже он заметил: «Мы уверены, что лаборатория способствовала и лелеяла заблуждения Бенвениста в интерпретации данных». Мэддокс также указал, что работу двух сотрудников учёного оплачивала гомеопатическая компания Boiron.
В том же номере журнала был опубликован ответ Бенвениста, в котором он упрекал группу Мэддокса в предвзятости. Он также указал, что гомеопатическая компания, оплачивавшая работу его сотрудников, оплатила также счёт за отель группы Мэддокса.
В ответ (в телепередаче «Quirks and Quarks») Мэддокс отверг обвинения и настаивал на том, что возможность использования результатов сообществом гомеопатов требовала немедленной перепроверки экспериментов. Провал в «двойном слепом» тестировании явно свидетельствует о влиянии эффекта экспериментатора на первоначальный результат. Мэддокс также заметил, что вся процедура проверки была полностью согласована обеими сторонами. И лишь после неудачи Бенвенист начал это опровергать.
В 1997 году Бенвенист основал собственную компанию Digibio, в которой занялся ещё более экзотическими опытами (в частности, утверждал о возможности передачи биологической информации по телефону и через Интернет).

## Подтверждения и опровержения
В числе тех, кто поддержал Бенвениста, был нобелевский лауреат 1973 года физик Брайан Джозефсон. В 1999 году журнал Time сообщил о том, что Бенвенист и Джозефсон с одной стороны и Американское физическое общество (APS) с другой пришли к соглашению о проведении эксперимента вслепую в рамках Фонда Джеймса Рэнди (за доказательство существования эффекта «памяти воды» полагался 1 миллион долларов США). Однако опыты проведены не были.
В 2000 году был проведён независимый тест на предмет возможности передачи свойств «структурированной» воды на расстоянии: его профинансировало американское Министерство обороны. Используя ту же аппаратуру, что и команда Бенвениста, группа американских учёных не смогла обнаружить ни малейших следов эффекта, описанного в оригинальном отчёте. Было замечено, что положительный эффект достигается, только если в эксперименте участвует хотя бы один человек из лаборатории Бенвениста. Французский учёный, признав существование такой закономерности, заявил, что вода реагирует лишь на присутствие «симпатизирующих» ей людей, что само по себе доказывает существование у неё «памяти».
В 2002 году международная группа учёных во главе с профессором Мадлен Эннис из Королевского университета в Белфасте заявила о том, что ей удалось доказать реальность эффекта, описанного Бенвенистом. Рэнди немедленно предложил тот же 1 миллион программе BBC Horizon, которая взялась провести наглядную демонстрацию эксперимента. Однако в ходе опытов, проведённых под наблюдением вице-президента Королевского общества профессора Джона Эндерби, заявления Эннис не подтвердились.
В журнале Focus (№ 168) в разделе «Тайны» была опубликована статья о гомеопатии. В ней, среди прочих, приводятся и такие мнения:
Совершенно ясно, что вода просто не может «хранить» в себе информацию. Это полностью противоречит всему, что мы знаем о жидкостной структурной динамике. Структура воды, между тем, меняется гораздо стремительнее, чем структуры других жидкостей. — Доктор Джаред Смит, Национальная лаборатория Беркли, Калифорния.
Это примитивный и ложный аргумент. Тот факт, что водородные связи создаются и разрушаются почти мгновенно, не вызывает сомнений, но он вовсе не означает, что эти меняющиеся структуры не способны нести в себе информацию. Можно провести аналогию с народным танцем: каждый участник постоянно меняет партнёров, но рисунок танца остаётся неизменным. — Профессор Мартин Чаплин, Лондонский университет Саутбэнк.
В 2002 году Луи Рей выполнил термолюминесцентный анализ растворов малых концентраций. Некоторые из таких растворов не содержали ни одной молекулы прежде растворённого в них вещества. Между тем, их термолюминесцентный «отпечаток» оставался таким же, каким бы он был, если бы вещество было по-прежнему растворено в воде.
Предположение о существовании «памяти воды» породило множество спекуляций. В 1999 году в Японии вышла книга Масару Эмото «Послания воды» («Messages from Water»), в которой утверждалось, что вода совершенно определённым образом меняет свою структуру под воздействием тех или иных человеческих эмоций. В качестве доказательств автор привёл фотографии кристалликов льда, которые выглядят «красиво» (если на воду заранее воздействовали положительными раздражителями — приятной музыкой, мыслями, эмоциями) или «уродливо» (если раздражитель был отрицательный). Масару организовал торговлю так называемой «структурированной водой». Доктор Дин Рэдин (Institite of Noetic Sciences, Калифорния) вызвался повторить опыты Эмото: он сфотографировал кристаллики льда (из воды, на которую до этого молились 2000 японцев), поместил их рядом с фотографиями обычных кристаллов и предложил независимому жюри из 100 человек вслепую оценить «эстетическое состояние» кристаллов. По его утверждению, эстетическая оценка «освящённых» кристаллов намного выше, чем оценка кристаллов льда из обычной воды. Оба «исследователя» не приводят сведений о том, каким образом отбирались кристаллы воды для показа испытуемым.

### Физика
В 1967 году советские ученые Н. Федякин и Б. Дерягин исследовали в лабораторных условиях ассоциированные формы воды, получая их в тонких кварцевых капиллярах. Эти данные впоследствии не нашли подтверждения в их же дальнейших экспериментах.
В физической химии существует понятие «водный кластер» — от 2 до нескольких сотен молекул воды, однако характерное время жизни кластера не превышает время жизни водородных связей и лежит в пределах нескольких пикосекунд (при комнатной температуре). Теория кластерной структуры воды была опровергнута как теоретически в начале 80-х годов применением теории перколяции, так и экспериментально измерением времени жизни межмолекулярных водородных связей (порядка пикосекунд). Другие методы, однако, показывают возможность существования ближнего порядка — методом Рамановской спектроскопии Сейкали показывает возможные положения молекул воды в кластерах порядка 100 молекул. Другие авторы сообщают о кластерах размерами до 3 нм. В воде обнаружены когерентные дальнодействующие диполь-дипольные взаимодействия субпикосекундной длительности на расстояниях до 2 нм, аналогичные тем, которые наблюдаются во льду.

### Медицина и биология
Современная медицина и биология не имеет научных доказательств утверждениям тех, кто приписывает структурированной воде поразительные целебные свойства; см., например, статью академика РАН Эдуарда Круглякова. Тем не менее нобелевский лауреат вирусолог Люк Монтанье в интервью журналу Nature за декабрь 2010 года высказался в защиту Бенвениста как учёного, который «был отвергнут всеми, потому что смотрел далеко вперёд», но «думал в основном правильно».

## Применение «памяти воды»
В настоящее время научных сведений об использовании «памяти воды» нет.
Ссылки на «память воды» в отношении применения водных растворов для лечения заболеваний на данный момент не имеют научных оснований.

### На русском языке
- Комиссия по борьбе с лженаукой и фальсификацией научных исследований РАН. Меморандум №2. О лженаучности гомеопатии. Приложение №4. О памяти воды. — 2017. — 6 февраля.
- Вода, микровода, нановода…
- Память воды. О диссертации С. Зенина
- Ненаучный анализ источников и составляющих скандального телефильма «Великая тайна воды»
- Что такое научно-популярное вещание — диалог о науке и «заряженной воде», 2006

### На английском языке
- DigiBio — Jacques Benveniste’s water memory research company.

### Другие материалы
- BBC Focus. № 168. Mysteries: Homeopathy (англ.) Архивировано из первоисточника 2009/05/11.
- John Langone. The Water That Lost Its Memory (англ.) // Time : magazine. — 1988. — 8 August.
- J. Benveniste; E. Dayenas, F. Beauvais, J. Amara et all. Human basophil degranulization triggered by very dilute antiserum against IgE (англ.) // Nature : journal. — 1988. — 30 June (vol. 333). — P. 816—818. — doi:10.1038/333816a0. — PMID 2455231. Архивировано 26 мая 2006 года.
- J. Maddox; J. Randi, W. W. Stewart. "High-dilution" experiments a delusion (англ.) // Nature. — 1988. — 28 July (vol. 334). — P. 287—290. Архивировано из оригинала 26 мая 2006 года.
- J. Maddox; J. Randi, W. W. Stewart. "High-dilution" experiments a delusion (англ.) // Nature. — 1988. — 28 July (vol. 334). — P. 291. Архивировано из оригинала 26 мая 2006 года.
- P. Coles. Benveniste controversy rages on in the French press (англ.) // Nature : journal. — 1988. — 28 July (vol. 334). — P. 372.
- J. Benveniste; P. Jurgens, W. Hsueh and J. Aissa. Transatlantic Transfer of Digitized Antigen Signal by Telephone Link (англ.) // Journal of Allergy and Clinical Immunology[англ.] : journal. — 1997. — 21 February.
- J. Benveniste; Aissa, J., Guillonnet. The molecular signal is not functional in the absence of "informed water" (англ.) // Medical Hypotheses[англ.] : journal. — Vol. 54, no. A163 (abstr.).
- J. Benveniste; Thomas Y., Schiff M., Belkadi L., Jurgens P., Kahhak L. Activation of human neutrophils by electronically transmitted phorbol-myristate acetate (англ.) // The FASEB Journal[англ.] : journal. — Federation of American Societies for Experimental Biology[англ.]. — Vol. 13, no. 1. — P. 33—39.
- Jonas, Wayne B.; John A. Ives, Florence Rollwagen, Daniel W. Denman, Kenneth Hintz, Mitchell Hammer, Cindy Crawford, and Kurt Henry. Can specific biological signals be digitized? (англ.) // The FASEB Journal[англ.] : journal. — Federation of American Societies for Experimental Biology[англ.], 2006. — January (vol. 20, no. 1). — P. 23—28. — this paper includes an excellent references list.
- Hirst S. J.; Hayes N. A., Burridge J., Pearce F. L., Foreman JC. Human basophil degranulation is not triggered by very dilute antiserum against human IgE (англ.) // Nature : journal. — 1993. — 9 December (vol. 366, no. 5). — P. 525—527.
- Ovelgonne, J. H.; Bol, A. W., Hop, W. C., van Wijk, R. Mechanical agitation of very dilute antiserum against IgE has no effect on basophil staining properties (англ.) // Experientia : journal. — 1992. — 15 May (vol. 48, no. 5). — P. 504—508.
- Belon, P., Cumps, J., Ennis, M., Mannaioni, P., Sainte-Laudy, J., Roberfroid, M., Wiegant, F. Inhibition of human basophil degranulation by successive histamine dilutions: Results of a European multi-centre trial (англ.) // Inflammation Research[англ.] : journal. — 1999. — April (vol. 48, no. Suppliment 1). — P. 17—18.
- Ennis M.; Brown V. Flow-cytometric analysis of basophil activation: inhibition by histamine at conventional and homeopathic concentrations (англ.) // Inflammation Research[англ.] : journal. — 2001. — April (vol. 50, no. Supplement 2). — P. 47—48.
- Homeopathy: The test (26 ноября 2003). — Homeopathy is back where it started without any credible scientific explanation. That won't stop millions of people putting their faith in it, but science is confident. Homeopathy is impossible. Дата обращения: 4 марта 2007. Архивировано 22 августа 2011 года.
- Email from Madeleine Ennis detailing differences between the BBC Horizon program's experiment and her own (9 декабря 2003). Дата обращения: 8 августа 2007. Архивировано из оригинала 28 сентября 2007 года.
- Совместимы ли мракобесие и инновации? Эдуард Павлович Кругляков, академик «Троицкий вариант» № 23(117), 20 ноября 2012 года